# George Bon Salle
George H. Bon Salle (Chicago, 1º luglio 1935 – South Miami, 20 luglio 2015) è stato un cestista statunitense, professionista nella NBA.

## Carriera
Venne selezionato dai Syracuse Nationals al primo giro del Draft NBA 1957 (7ª scelta assoluta).
Con gli Stati Uniti disputò i Giochi panamericani di Chicago 1959.

## Palmarès
- Campione NIBL (1959)
- Campionato italiano: 1

Olimpia Milano: 1957-58